# جارو، تاین و ور
longitudeجارو، تاین و ورlatitudeجارو، تاین و ور
جارو، تاین و ور (به انگلیسی: Jarrow) یک شهرک در بریتانیا است که در انگلستان واقع شده‌است.

## خصوصیات
جارو ۲۷٬۵۲۶ نفر جمعیت دارد.

## خواهرخوانده
شهرهای نوآزی لو سک، اپینه-سور-سن و ووپرتال خواهرخوانده‌های جارو، تاین و ور هستند.